# Keteleeria evelyniana
Keteleeria evelyniana (кит.: 云南油杉) — вид хвойних рослин родини соснових.

## Поширення, екологія
Країни проживання: Китай (Хайнань, Сичуань, Юньнань); Лаос; В'єтнам. Є одним з небагатьох видів соснових, що ростуть близько тропічних умовах. Вид знаходиться в гірських районах на південному сході Азії на висоті від 700 до 2700 м над рівнем моря, але в цілому не вище 2000 м. Ґрунт в основному — червона земля. Клімат вологий, від тропічного до помірного на великих висотах, часто з більш ніж 2000 мм опадів на рік. Вид є незначною складовою вічнозелених широколистих лісових формацій в горах над тропічним низовинним дощовим лісом. У провінції Юньнань і пн. Лаосу, він також зустрічається в змішаних вічнозелених дібровах, з Cunninghamia lanceolata, Podocarpus, Cephalotaxus fortunei, Fagaceae, Lauraceae, Magnoliaceae і т. д. У центральному Лаосі і районах В'єтнаму він може бути досить поширеним у соснових лісах.

## Морфологія

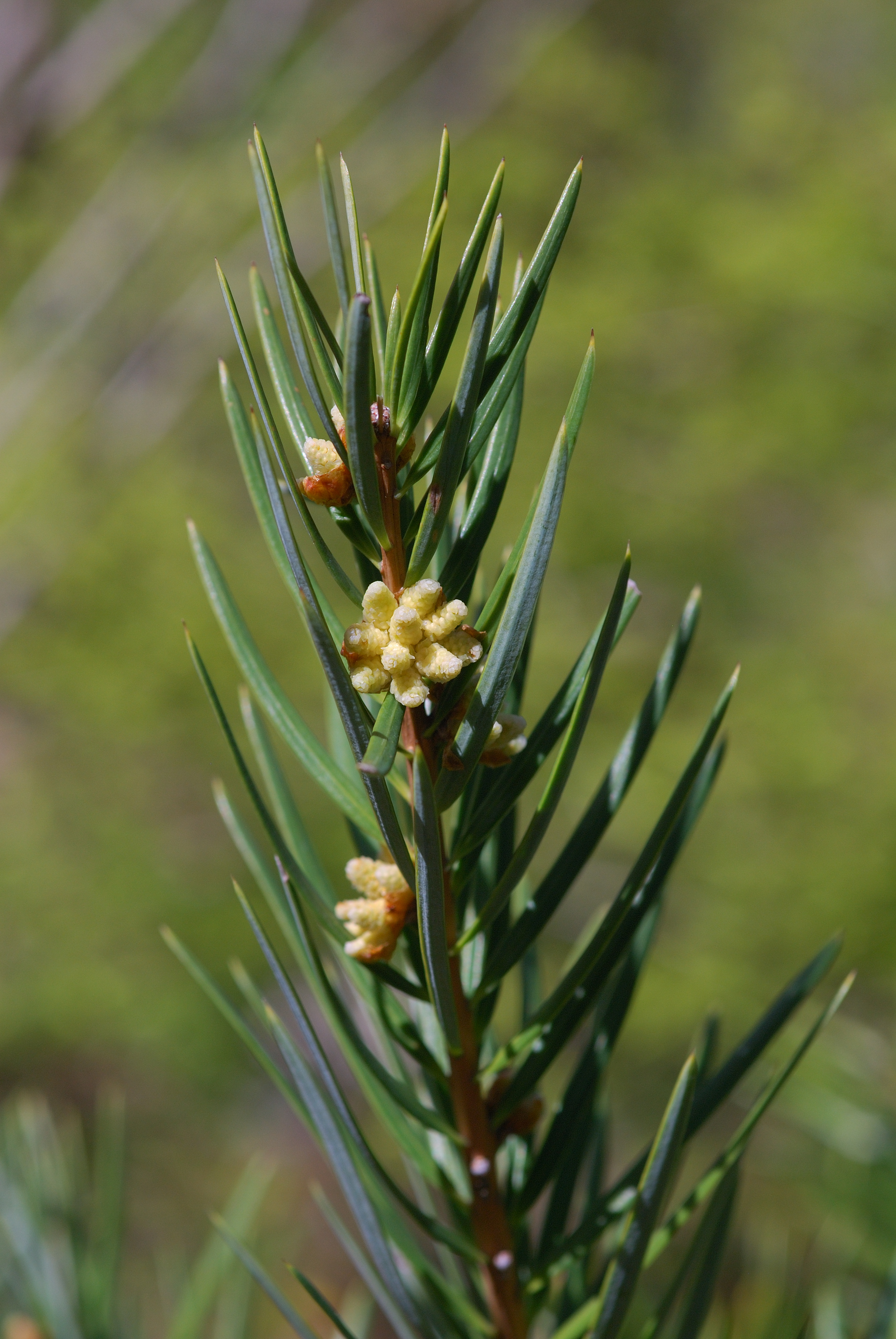

Дерево до 40 м у висоту і 100 см діаметром на рівні грудей. Кора сірувато-коричнева, нерегулярно у поздовжньому напрямку тріщинувата, лущена. Листки світло- або темно-зелені, вузько лінійні, злегка серпоподібні, розміром (2)4–6,5 см × 2–3,5 мм, вершини загострені. Пилкові шишки від 1,0 до 1,5 см у довжину, жовті з коричневими лусочками. Насіннєві шишки циліндричні, розміром (7)9–20(25) × (3,5)4–6,5 см. Насіння довгасте, 0,9–1,4 см × 5–7 мм, тьмяно-коричневе; крила від 20 до 30 міліметрів у довжину і від 12 до 15 міліметрів завширшки, жовтувато-коричневі і блискучі. Запилення відбувається у квітні-травні, насіння дозріває у жовтні.

## Використання
Деревина цього виду використовується локально для цілей будівництва та дров. Олії в насінні можуть бути використані для ладану і виробництва мила. У Лаосі дерев'яні барабани були вирізані з стовбурів.

## Загрози та охорона
У В'єтнамі, цей вид був оцінений як вразливий через надмірну експлуатацію для місцевого використання деревини і значна частина його природному середовища існування була перетворена для сільського господарства. У цілому ситуація в Китаї не може сильно відрізнятися, але принаймні в деяких частинах провінції Сичуань і Юньнань К. evelyniana поширена і як і раніше. Деякі поселення цього дерева захищені в охоронних районах.